# Tyler Thigpen
Tyler Beckham Thigpen (født 14. april 1984 i Winnsboro, South Carolina, USA) er en amerikansk footballspiller, der spiller i NFL som quarterback for Cleveland Browns. Han har tidligere spillet for Kansas City Chiefs, Miami Dolphins og Buffalo Bills.

## Klubber
- Kansas City Chiefs (2007−2009)
- Miami Dolphins (2009−2010)
- Buffalo Bills (2011−2012)
- Cleveland Browns (2014−)